# Santiago Hereñú
Santiago Fratelino Hereñú fue un militar y político de la Provincia de Entre Ríos del siglo XX y padre de dos destacados militares argentinos.

## Biografía
Santiago Hereñú nació en Concepción del Uruguay, Entre Ríos, Argentina hacia 1883, hijo de Santiago de Hereñú y Martínez, designado en 1872 por el Cabildo de Santa Fe como primer Alcalde de Hermandad para la Bajada del Rancho Relaxo.
Ingresó al Colegio Militar de la Nación en el año 1900, y egresó en 1902, cómo alférez del arma de Caballería. 
fue ascendido a teniente en 1904, a teniente primero en 1908, y a capitán en 1914. 
En 1916, ingresa a la Escuela Superior de Guerra, de la cual egresa en 1918, con el título de oficial de Estado Mayor.
Es ascendido a mayor en 1921. 
Siendo teniente coronel en 1926, se desempeñó cómo jefe del Regimiento 4 de Caballería. 
Es ascendido a coronel en 1929.
En 1933, da un golpe de Estado en el territorio nacional de Río Negro.
fue ascendido a general de Brigada en 1935.
Participa cómo Jefe del Estado Mayor en la Guerra del Norte (Guerra entre Argentina, Paraguay y Uruguay contra Bolivia y Brasil), bajo las órdenes del Gral. Div. Francisco Martínez Saavedra (1877 - 1948).
Pasó a situación de retiro en 1942, con el grado de General de División.
Murió el 11 de enero de 1967, a la edad de 83 años.